# Фиокко, Джузеппе-Гектор
Джузеппе Гектор Фиокко (20 января 1703, Брюссель — 21 июня 1741) — нидерландский духовный композитор и скрипач.
Джузеппе Гектор Фиокко родился в большой семье итальянского композитора Пьетро-Антонио Фиокко, переехавшего в 1682 году из Италии в Австрийские Нидерланды; начальное музыкальное образование получил под руководством отца. Получил филологическое образование и был профессором древнегреческого и латыни. Впоследствии был музыкантом в Антверпене, в 1737 году вернулся в Брюссель и играл в Брюссельском соборе Святых Михаила и Гудулы. Скончался в возрасте 38 лет.
Писал мессы, мотеты, песнопения; был известен как хороший клавесинист. Самые известные его произведения — «Lamentations Du Jeudi Saint», «a Missa solemnis» и «Pièces de Clavecin». Две его сюиты для клавесина были посвящены герцогу Аренбергскому. Считается одним из наиболее крупных барочных композиторов первой половины XVIII века.